# NHL Awards 1991
Die NHL Awards 1991 sind Eishockey-Ehrungen der National Hockey League und wurden im Juni 1991 vergeben.
Mit Ed Belfour dominierte ein Rookie die Veranstaltung. Mit vier Auszeichnungen war er der erfolgreichste Spieler der Verleihung. Brett Hull war mit drei Trophäen mindestens genauso zufrieden.

## Preisträger
Hart Memorial Trophy
Wird verliehen an den wertvollsten Spieler (MVP) der Saison durch die Professional Hockey Writers' Association
- Brett Hull (C) - St. Louis Blues (277 Punkte)

- Außerdem nominiert
- Wayne Gretzky (C) - Los Angeles Kings (220 Punkte)
- Ed Belfour (G) - Chicago Blackhawks (63 Punkte)

Lester B. Pearson Award
Wird verliehen an den herausragenden Spieler der Saison durch die Spielergewerkschaft NHLPA
- Brett Hull (C) - St. Louis Blues

- Außerdem nominiert
- Wayne Gretzky (C) - Los Angeles Kings
- Ed Belfour (G) - Chicago Blackhawks

Vezina Trophy
Wird an den herausragenden Torhüter der Saison durch die Generalmanager der Teams verliehen
- Ed Belfour - Chicago Blackhawks (101 Punkte)

- Außerdem nominiert
- Patrick Roy - Montreal Canadiens (44 Punkte)
- Mike Richter - New York Rangers (12 Punkte)

James Norris Memorial Trophy
Wird durch die Professional Hockey Writers' Association an den Verteidiger verliehen, der in der Saison auf dieser Position die größten Allround-Fähigkeiten zeigte
- Ray Bourque - Boston Bruins (257 Punkte)

- Außerdem nominiert
- Al MacInnis - Calgary Flames (228 Punkte)
- Chris Chelios - Chicago Blackhawks (56 Punkte)

Frank J. Selke Trophy
Wird an den Angreifer mit den besten Defensivqualitäten durch die Professional Hockey Writers' Association verliehen
- Dirk Graham - Chicago Blackhawks (157 Punkte)

- Außerdem nominiert
- Esa Tikkanen - Edmonton Oilers
- Steve Larmer - Chicago Blackhawks (74 Punkte)

Calder Memorial Trophy
Wird durch die Professional Hockey Writers' Association an den Spieler verliehen, der in seinem ersten Jahr als der Fähigste gilt
- Ed Belfour (G) - Chicago Blackhawks (313 Punkte)

- Außerdem nominiert
- Sergei Fjodorow (C) - Detroit Red Wings (197 Punkte)
- Ken Hodge junior (C) - Boston Bruins (24 Punkte)

Lady Byng Memorial Trophy
Wird durch die  Professional Hockey Writers' Association an den Spieler verliehen, der durch einen hohen sportlichen Standard und faires Verhalten herausragte
- Wayne Gretzky (C) - Los Angeles Kings (159 Punkte)

- Außerdem nominiert:
- Brett Hull (C) - St. Louis Blues (151 Punkte)
- Joe Sakic (C) - Québec Nordiques (90 Punkte)

Jack Adams Award
Wird durch die NHL Broadcasters' Association an den Trainer verliehen, der am meisten zum Erfolg seines Teams beitrug
- Brian Sutter - St. Louis Blues

- Außerdem nominiert
- Tom Webster - Los Angeles Kings
- Mike Keenan - Chicago Blackhawks

King Clancy Memorial Trophy
Wird an den Spieler vergeben, der durch Führungsqualitäten, sowohl auf als auch abseits des Eises und durch soziales Engagement herausragte
- Dave Taylor - Los Angeles Kings

Bill Masterton Memorial Trophy
Wird durch die Professional Hockey Writers' Association an den Spieler verliehen, der Ausdauer, Hingabe und Fairness in und um das Eishockey zeigte
- Dave Taylor - Los Angeles Kings

Conn Smythe Trophy
Wird an den wertvollsten Spieler (MVP) der Play Offs verliehen
- Mario Lemieux (C) - Pittsburgh Penguins

Art Ross Trophy
Wird an den besten Scorer der Saison verliehen
- Wayne Gretzky - Los Angeles Kings 163 Punkte (41 Tore, 122 Vorlagen)

William M. Jennings Trophy
Wird an den/die Torhüter mit mindestens 25 Einsätzen verliehen, dessen/deren Team die wenigsten Gegentore in der Saison kassiert hat
- Ed Belfour - Chicago Blackhawks (Gegentordurchschnitt: 2,47)

Trico Goaltender Award
Wird an den Torhüter mit mindestens 25 Einsätzen verliehen, der die beste Fangquote während der Saison hat
- Ed Belfour - Chicago Blackhawks Fangquote: 91,0 %

Alka-Seltzer Plus Award
Wird an den Spieler verliehen, der während der Saison die beste Plus/Minus-Statistik hat
- Marty McSorley - Los Angeles Kings +48
- Theo Fleury - Calgary Flames +48

Pro Set NHL Player of the Year Award
Wird an den wertvollsten Spieler der regulären Saison verliehen
- Brett Hull (C) - St. Louis Blues